# Дярла
Дярла́ (якут. Дьаарыла) — посёлок в Чурапчинском улусе Республики Саха (Якутия) России. Входит в состав Сыланского наслега.

## География
Посёлок находится в таёжной зоне, на расстоянии 19 км от Чурапчи, административного центра района, и 7 км от села Усун-Кюёль, административного центра наслега.

## История
Согласно Закону Республики Саха (Якутия) от 30 ноября 2004 года N 173-З N 353-III село вошло в образованное муниципальное образование Сыланский наслег.

## Население
| 2002 | 2010 | 2021 |
| ---- | ---- | ---- |
| 9    | ↘8   | ↘2   |

Национальный состав
Согласно результатам переписи 2002 года, в национальной структуре населения якуты составляли 99 % от общей численности населения в 9 чел.